# What’s Cooking?
What’s Cooking? ist ein US-amerikanisch-britisches Filmdrama von Gurinder Chadha aus dem Jahr 2000.

## Handlung
Die Handlung des Episodenfilms spielt im Stadtteil Fairfax von Los Angeles, wo die Familien Avila, Nguyen, Seelig und Williams Thanksgiving feiern.
Ronald und Audrey Williams werden von Ronalds Mutter besucht, vor der sie ihre Probleme verheimlichen.
Die jüdischen Eheleute Ruth und Herb Seelig treffen ihre lesbische Tochter Rachel und deren Geliebte Carla, die zusammen wohnen. Die Seeligs akzeptieren die Orientierung ihrer Tochter, sind jedoch nicht imstande, sie den anderen Verwandten zu erklären.
Der Sohn von Elizabeth Avila lud derer in der Trennung befindlichen Ehemann ein, den sie überrascht beim Essen trifft. Sie wird von ihrem neuen Lebensgefährten begleitet.
Die älteren Nguyens wollen die vietnamesischen Traditionen pflegen – was derer Kindern weniger wichtig ist. Die Eltern machen sich Sorgen, ob die Tochter ein Sexleben angefangen hat und ob der Sohn einer Gang angehört.

## Kritiken
James Berardinelli schrieb auf ReelViews, die Regisseurin möchte den Spuren von Robert Altman folgen, was ihr nicht gelinge. Daran seien „Zutaten“ wie Melodramatik und „dümmliche“ Wendungen der Handlung Schuld. Erfahrenen Darstellern wie Joan Chen, Alfre Woodard, Mercedes Ruehl und Dennis Haysbert würden unerfahrene Schauspieler gegenüberstehen, was ein unausgeglichenes Ergebnis liefere. Die Charaktere seien jedoch gut und ohne Stereotype entwickelt.
Roger Ebert schrieb in der Chicago Sun-Times vom 17. November 2000, alle vier Handlungsstränge würden Generationenkonflikte beinhalten. Da die Geschichten „geschickt eingefädelt“ seien, empfinde man sie nicht wie eine „Übung“.
Bob Graham schrieb im San Francisco Chronicle vom 17. November 2000, geduldige Zuschauer würden mit der Filmzeit erfahren, dass das Zuschauen sich lohne („Patient viewers will find that by the time the sparks start to fly and the tears to flow, the wait will have been worth it, to say nothing of the laughs“).

## Auszeichnungen
Alfre Woodard wurde im Jahr 2001 für den Black Reel Award nominiert. Der Film wurde 2001 für den Casting Society of America Award nominiert. Gurinder Chadha gewann im Jahr 2002 als Britischer Regisseur des Jahres den London Critics Circle Film Award.

## Hintergrund
Der Film wurde in Los Angeles gedreht. Er hatte seine Weltpremiere am 20. Januar 2000 auf dem Sundance Film Festival. Der Film spielte in den Kinos der USA ca. 1,04 Millionen US-Dollar ein.